# 高美はるか
胡桃 まどか（くるみ まどか、1998年8月8日 - ）は、日本のAV女優。エイトマン所属。

## 略歴
2019年2月、SODクリエイトの「青春時代」レーベル専属女優としてAVデビュー。
2019年7月9日、RIGHT（現 LIGHT）からフォーティーフォーマネジメントへの所属事務所移籍と、既に専属を離れ企画単体女優になっていたことを発表。
2020年8月31日をもって事務所を退所。芸名を愛称であった「たかみー」に変更。
2021年4月17日、エイトマン所属と「胡桃まどか（くるみ まどか）」への改名を発表。
2021年4月発売の『本能で快楽を求める即マン美女GET 水着ナンパ ～真夏のGALとパコパコ祭り!!～』が2022年4月11日週FANZA動画フロアランキングで1位を記録。

## 人物
東京都出身。
趣味はゲーム、特技は語学（英・伊・西・中・韓が話せる）、ピアノ。
16歳から19歳の春までカナダに留学していたため、英語は現地の授業を受けて理解できる程度。イタリア語は大学の第2外国語として学び、構造と単語が似通っているスペイン語もひとりで飛行機を手配して旅行できるレベル。中国語と韓国語は個人的に興味があり、レッスンを受けて学んでいる。
特技はフェラで学生時代に同級生の男子をトイレで抜いたことがあり、それが校内でウワサになったことがある。
暗記は得意なほうであるが、語学は暗記よりも応用問題と捉えている。旅行や国によって異なる文化にひかれた結果覚えていったものであり、特別勤勉でも天才肌でもないとインタビューでは答えている。
高校生活が海外だったことからプライベートで学生服を着たことがなく、デビュー作でブレザーを着たことが嬉しかったと述べている。
AVは交際していた男性が趣味にしていたことから知り、若い自分のありのままの姿を残したいと思ったことから出演に至った。AV出演以前はキャバクラで働いていた。
男優の志良玉弾吾から台詞覚えのよさや監督の指示を的確に理解し反応できる器用さを褒められている。

## 作品

### アダルトDVD
- 温まったら、セックスしよ! 高美(たかみ)はるか SOD専属AVデビュー（2月7日、SODクリエイト）
- 優等生の君と昼間っから一日中、ず〜っと淫らな性交（3月21日、SODクリエイト）
- 知的で痴的な美少女生徒会長に非情な淫語を囁かれながら、焦らされながら精子が出なくなるまで じ〜っくりね〜っとり痴女られまくりイカされまくる（4月25日、SODクリエイト）
- おじさんと体液交換 接吻、舐めあい、唾飲みせっくす（5月23日、SODクリエイト）
- 最初で最高の校則違反「学校で中出し解禁」 6ヵ国語を喋れる圧倒的才女（6月20日、SODクリエイト）
- お見舞いNTR!! 2 隣に入院中の夫がいる状況で迫られた人妻のさびしい身体は理性が効かずに発情する…!?（7月26日、DOC）他出演:有村のぞみ、奥菜えいみ、岬あずさ
- 性欲旺盛J○のハメまくり白書（8月1日、MILK）
- 顔出し!女子大生限定 ザ・マジックミラー リアル友達関係の男女の素人大学生が生まれて初めての素股に挑戦! 4 2人っきりの密室でクリトリスとチ○ポを擦り合わせると友情の壁を超え我慢できずにヌルッと挿入してしまうのか!? 4 人生初の真正中出しスペシャル! 2枚組8本番!（8月7日、ディープス）他出演:星咲マイカ、雪美千夏 ほか
- 素人女子大生限定! パンティ素股でカチカチち●ぽがアソコに擦れて赤面発情!クロッチは恥ずかし汁まみれ!そのまま生で擦り合わせて、ヌルヌルワレメに結局つるんっと入って生中出し!! 赤面女子1周年記念 特別編 9人収録9時間撮り下ろし（8月9日、赤面女子）他出演:松本菜奈実、志田雪奈、枢木あおい、星奈あい、加賀美まり、小枝成実、望月りさ、森野愛里
- 【個撮】ヤると絶対好きになる騎乗位の天才J○ちゃんぱるがオレのタダマンになったからこの前撮ったやばめオフパコをお前らに見せてやるよwww（8月9日、STRAWBERRY CATS）※「ちゃんぱる」名義
- 「マジ天使!?」 骨折してオナニーできない僕のチ●コは我慢の限界!それを見かねた美人ナースは使命感に駆られたのか優しく手を添えてくれ… 4（8月16日、DOC）他出演:早川瑞希、琴音芽衣、加賀美まり
- シンプルにかわいい女子○生がすんごい乳首責めで連続中出し射精させちゃいました!?（8月23日、DOC）他出演:春埼めい、奥菜えいみ、岬あずさ
- ボクだけのご奉仕メイド（9月6日、クリスタル映像）
- すっぽんマ○コ騎乗位でチ○コを締め付けられ何度も強制中出しさせてくる彼女の妹（9月6日、DOC）他出演:有村のぞみ、河北恵美
- 「お爺ちゃん大好き!」優等生美少女と介護エッチしちゃお! Vol.001（9月6日、ONEZ）
- 銀河級美少女在籍! 即尺即ハメ連続射精お約束のメイドリフレ Vol.001（9月27日、宇宙企画）他出演:真奈りおな、姫野かんな
- 可愛い顔してデカ尻!!（10月1日、MARRION）
- 一般男女ドキュメントAV 就活中のデカ尻姉の唯一のストレス発散は弟との中出しSEX (秘密)（10月7日、ディープス）
- 生中出しアイドル枕営業 Vol.004（10月11日、BAZOOKA）他出演:美甘りか、咲々原リン、姫野かんな
- 「もうケンカやめなさい!」 近親相姦愛を育む兄妹が喧嘩を装い親に隠れて喘ぎ声を押し殺しながら超危険な中出しSEX!（10月11日、V&R PRODUCE）他出演:皆月ひかる
- 私が満足するまでイカせないよ? 愛液&ヨダレべっとりの無限ループPTMセックス!上下のお口で快楽貪り責めてくるどスケベ清純派美少女!（10月18日、DOC）他出演:西城柊香、星川凛々花
- 媚薬入り出前レイプ パキった頃に食器回収のフリして自宅侵入&失禁失神泡吹き姦!（10月24日、サディスティックヴィレッジ）他出演:葉月桃、沖乃麻友
- マジックミラー号 カップルNTR 彼氏までミラー越し30cmの距離で密着泡マッサージ体験! 健気で一途な彼女でさえ、股間の擦れる快感に他人ち○ぽを拒めない!?（11月7日、SODクリエイト）他出演:今井杏樹、河奈亜依、琴音芽衣、七瀬もな、彩葉みおり
- 媚薬と睡眠薬を同時混入! スクール水着姿で眠るデカ尻娘を全身拘束させひたすらオモチャ責め! 覚醒したカラダは父に激ピストンされエビ反りしっぱなし! 3（11月8日、V&R PRODUCE）他出演:枢木あおい
- 旦那が見ていない5分間で義父に時短レ×プされて…毎日中出しされてます（11月22日、人妻花園劇場）
- めちゃエロ素人 只今、パパ活中。 YOUよりHなパパ活友達いませんか? エロ過ぎ素人ムスメを数珠つなぎ!!（11月25日、ナンパJAPAN）他出演:早美れむ、愛瀬るか、琴音芽衣、桃井れお
- 爆発暴走! 逆転暴発!（11月25日、GENKI）
- SEXの逸材。 Vol.54 （秘）性癖を曝け出す美少女を激撮 見た目からは想像のできないスケベな欲望がカメラの前で弾け飛ぶ!（12月6日、プレステージ）他出演:神谷充希、奏音かのん、月宮ねね
- 素人18歳ナンパ GET!! No.207 少し浮かれた夏休み女子○生編（12月7日、桃太郎映像出版）他出演:美月はとり、美甘りか ほか
- 一般男女モニタリングAV みんなの憧れの巨乳女子マネージャー限定! 合宿中の男湯で男子部員たちのチ○ポの悩みを大きなおっぱいと手コキとフェラで解決してくれませんか!? 2 初めて見る想像以上の巨乳に勃起が収まらない童貞部員を優しく筆おろし! 我慢できなくなった男子全員の生チ○ポも心優しい女子マネージャーは次々と受け挿れて連続中出しSEX!! 総発射27発（12月7日、ディープス）他出演:雪美千夏、高梨ゆあ、白瀬ゆきほ
- 麻薬捜査官 ヤク漬け膣痙攣 19周年記念SP（12月12日、アイエナジー）共演:稲場るか
- 高学歴女子大生限定! あなたよりモテる友達紹介してください! 親友ま●こに入れたばかりの生ち●ぽをぬぷっと挿して優秀卵子と連続子作り中出しSEX! 顔◎、カラダ◎、頭脳◎、性格◎のプレミアJD6人連鎖ハメ倒しスペシャル!（12月13日、赤面女子）他出演:廣瀬まりあ、森本つぐみ、中森彩、宮沢ちはる、笠木いちか
- 120%リアルガチ軟派伝説 vol.79 in 盛岡（12月20日、プレステージ）他出演:宮沢ちはる、杉咲しずか、河西乃愛、廣瀬まりあ
- 『マジでオナってる!?』 隣に駐車している車でオナニー中の美女を発見! しかも見られていることに気づき見せつけるように誘惑してきた…（12月20日、DOC）他出演:深田みお、深田ゆめ、美月はとり
- 嫁が電話するたび女子○生の生意気な連れ子に何度も中出しして躾けています。 2（12月26日、ナチュラルハイ）他出演:永瀬ゆい
- ガマンできず即ズボした相手はまさかの人違い!?俺の肉棒で発情した女が自ら腰を打ちつけ大絶頂 2（12月26日、アキノリ）他出演:杉咲しずか、神楽アイネ
- 生意気な妹に抵抗され睨まれ罵倒されながら無理やり近親相姦する兄 2（12月27日、TMA）他出演:深田みお、宮沢ちはる

- こたつの中の無防備な下半身に我慢できずイタズラ! 派手な見た目のくせに周りを気にして声を押し殺し悶えるギャル（1月3日、DOC）他出演:七瀬もな、五十嵐かな、丸山れおな
- 抑えきれないフェラ欲でよだれダラダラ!? チ○ポをジュルジュルフェラする女（1月9日、アキノリ）他出演:大浦真奈美、望月あやか、三船かれん、星あめり、岬あずさ、泉りおん、神楽アイネ、杉咲しずか、美咲かんな
- どっくあまちゅあちゃんねる vol.1（1月10日、DOC）他出演:稲場るか、黒咲しずく、南真悠
- パパ達に人気の現役保育士が童貞君と裸エプロン素股!? おっぱいパフパフ授乳プレイ、おっぱい窒息だいしゅきホールド、おっぱい縦揺れ騎乗位で暴発寸前の勃起チ○ポがヌルっと挿入!? 童貞卒業生中出しSEX!!（1月17日、DOC）他出演:美月はとり、深田みお、北川真帆
- 痴漢師の強引接吻で発情しバックで自ら腰を振りながら振り向きディープキスで舌を絡める女子○生（1月23日、ナチュラルハイ）他出演:七菜原ココ、八尋麻衣、藤森里穂
- びしょ濡れ女子●生雨宿り強制わいせつ 6（1月24日、TMA）共演:河北麻衣、南野あさひ
- 全国統一小悪魔英語検定No.1 騎乗位で誘惑してくる制服女子。（1月25日、ダスッ!）
- わがまま痴女の主導権SEX ―1回だけでは終わらない―（1月25日、GENEKI）
- 鬼畜オヤジの性処理人形 種付け調教によって狂わされた制服美少女（2月1日、プラネットプラス）
- ボクのお姉さんはAV女優! 父が再婚して新しく姉になった美女はコスプレAVに出ていた人だった!（2月7日、クリスタル映像）
- あなたよりエッチな知り合いを紹介してください! 2 スケベな子の友達はヤリマンのハズ! 誰が見ても何度ヤってもエロい“すべらない女子”をハメ倒す!（2月10日、ホットエンターテイメント）他出演:倉野遥、柊るい、星あめり
- 史上最高レベルにかわいい素人10名 完全撮り下ろし永久保存版! 奥までズッポリ絶倫ピストンディルドオナニー（2月14日、S級素人）他出演:枢木あおい、星奈あい、早美れむ、泉りおん、加賀美まり、志田雪奈、新川優里、望月りさ、小枝成実
- ガチナンパ! エロカワ女子大生限定! 子宮の中まで奥突きされて理性ぶっとび失神寸前! 131イキ!17射精!（2月15日、ナンパーズ）他出演:高梨ゆあ、大原ゆりあ、如月夏希 ほか
- 円光女子●生 はじめての種付け孕ませ（2月25日、ホームルーム）他出演:高杉麻里、美甘りか
- 痴女×尻 ―尻フェチマニアック―（2月25日、GENKI）
- 黒髪!巨乳!!バイリンガル!!! 逆輸入美少女の天真爛漫なエンジョイSEX!!!（3月1日、AV）
- 一般男女モニタリングAV 初対面の女子大生と男子大学生がひとつ屋根の下で1時間に1回射精しなければいけない生活に挑戦! 2 初めましてで手コキ・オナホコキ・フェラ・セックス! 急速に仲が深まった男女のエスカレートする性欲は中出し1発限りでは収まらない! 4組合計発射数18発!（3月7日、ディープス）他出演:河奈亜依、雪美千夏、乙咲あいみ
- 人妻ナンパ中出しイカセ 30 中目黒の商店街編（3月10日、ホットエンターテイメント）他出演:佐知子、杉田美和、柊るい
- サイレントディープキス（3月12日、レイディックス）
- 快楽に溺れ、イキまくるセックス（3月13日、S-Cute）他出演:如月夏希、本山まい、高樹あすか
- M男を脚ガクガク痙攣させる立ち鬼責め痴女お姉さん（3月25日、M男パラダイス）
- 男を手玉に取る痴女OL（3月25日、GENKI）
- 働く綺麗なお姉さんにいきなり痴女られちゃった俺 4（3月26日、アキノリ）他出演:七星ここ、亜矢みつき
- 高美はるかのM男射精遊戯（4月3日、クリスタル映像）
- ベロチュー大好き 変態デカ尻 スク水女子校生 ぶっかけ倶楽部（4月7日、デジタルアーク）
- 酔っ払い叔父さんに無理矢理された糸引きベロチューにハマってしまった姪っ子（4月9日、ナチュラルハイ）他出演:永瀬ゆい、七菜原ココ
- 女子校生限定 ラップ1枚隔ててお友達と素股体験して発射できたら賞金GET!!（4月9日、アイエナジー）他出演:有村のぞみ、如月夏希、月永ゆら
- 上京して学校近くに一人暮らしの僕の家に泊まりに来るクラス女子がボクのAVを観て勝手に発情!!（4月23日、アイエナジー）他出演:菊池由美、有村のぞみ
- 「そんなにコスられたら耐えられない!」 徹底的パンスト亀頭責め（4月23日、アキノリ）他出演:新村あかり、早川瑞希、森ほたる、紗々原ゆり、神坂ひなの、亜矢みつき、七星ここ
- 僕の奥様は教え子の女子○生（4月25日、シャーク）
- 病院中の男のアナルを犯す天才S痴女ナースがいるM性感クリニック（4月25日、MEGAMI）
- 素人街中ナンパAV 営業車で外回り中のデカ尻美人OLさん! 仕事をサボって車内でセックスしませんか? 運転でムレたOLマ○コに生中出し 合計8発（5月7日、ディープス）※「さくら」名義　他出演:なな、ゆかり
- パンツ越しでジックリ見える お漏らし自慰（5月8日、レイディックス）他出演:笹倉杏、高杉麻里、有村のぞみ、川菜美鈴、真田みづ稀
- サッカー部の“射精公衆便所” 女子マネージャーが合宿中撮った記録VTR（5月8日、ナチュラルハイ）共演:馬瀬まひ菜、小川ひまり
- 【ディスク限定】 首都圏素人女子大生（5月15日、S級素人）他出演:七瀬もな、涼美ほのか、月宮ねね
- AV女優 裸コレクション 第十一弾（5月15日、V&R PRODUCE）他出演:佐知子、奏音かのん、渚みつき、通野未帆、永瀬ゆい、美園和花、目黒めぐみ、森本つぐみ、冬愛ことね、大浦真奈美、森沢かな、篠崎かんな、柊るい、桜庭ひかり、玉木くるみ、佐伯由美香、早美れむ、宮村ななこ、広瀬結香
- ギャル系美人スタイリストが働く猥褻美容室（5月16日、マキシング）
- ご主人様は私のペット -メイドの尻にしかれて-（5月25日、GENEKI）
- 誘惑♥コンビニエンスストア（5月29日、ドリームチケット）
- 疲れた貴方を耳から癒す イチャラブささやきバイノーラル淫語 〜大好きな貴方と一緒に気持ちよくなりたいの〜（6月1日、OFFICE K'S）他出演:真白わかな、坂本ほのか、綾野鈴珠、松永雪子
- 甘い吐息を漏らしながらフェラチオ（6月1日、OFFICE K'S）他出演:宮村ななこ、坂本ほのか、要ゆの、彩風のん、真白わかな
- M男人間小便器 〜女だらけの企業で便器として飼育されるM男〜（6月1日、OFFICE K'S）他出演:坂本ほのか、真白わかな、要ゆの、彩風のん、空海
- マジックミラー号 むっつりギャルが巨チンの悩みを素股オイルマッサージでご奉仕解決! 何度も射精する巨大なチ○コに興奮し自ら挿入生中出し 射精回数10発!（6月11日、SODクリエイト）他出演:永愛、蒼咲れん、結白まさき
- 痴漢師にグイグイTバックを食い込まされた刺激で感じてしまった美尻女はずらしハメを拒めない 2（6月11日、ナチュラルハイ）他出演:高園るりあ、上川星空、葵百合香
- 徹底的 睾丸マッサージで凄まじい発射へと導く激手コキ（6月11日、アイエナジー）他出演:大川月乃
- ギガ25周年シリーズ 07 銀河特捜デイトナレンジャー マハメスの媚薬は蜜の味（6月12日、GIGA）共演:藤川菜緒
- おもらしでパンティがグチョグチョになっても臆することなく脚をおっぴろげて男を挑発する女性たち（6月25日、アロマ企画）他出演:桃尻かのん、夢乃美咲、河北恵美、二ノ宮せな、綾野鈴珠
- アナル丸出しマングリ淫語バイブオナニー 2（7月7日、アロマ企画）他出演:綾野鈴珠、花宮レイ、野々宮蘭、小川ひまり、河北恵美
- 荻窪で見つけた超敏感女子大生がヌルヌル素股に挑戦! 何度イッてもガン突きピストンで連続中出し!（7月9日、アイエナジー）他出演:大川月乃、柚奈れい
- えっちな巨乳お姉さんの淫語かたりかけぐちゅぐちゅ乳首イジリっ放しオナニー 4（7月23日、アイエナジー）他出演:如月夏希、月永ゆら、有村のぞみ、初美りん、牧村柚希、宝田もなみ、菊池由美、野々原なずな、望月あやか
- 「あぁ…もったいない♥」 ザー汁を食べ残さないフェラチオ（7月31日、ドリームチケット）

- 本能で快楽を求める即マン美女GET 水着ナンパ ～真夏のGALとパコパコ祭り！！～（4月15日、ピーターズMAX）

### VR
2019年
- 学校で一番可愛かった同級生と久々の再会! 童貞をバカにしてきたくせに、1度チ●ポを挿れた瞬間からカラダをビクつかせてイキまくるヤリマンにどっぷり中出し!（9月28日、SCOOP VR）
- 家出美少女を見つけたw 2 「お兄さんホントに神〜w何でもするよ!え?エッチ?」（10月19日、ブイワンVR）
- 出張先で同僚と相部屋に! 寝込みを襲ったのに怒るどころか誘惑してきてまさかの二回戦…積極的に弄り合う中出し性交（11月4日、こあらVR）
- 僕のカノジョは癒され小悪魔 騎乗位好きでイっても止めない過激な腰砕けセックス（11月13日、KMPVR -彩-）
- パパ活円光! 小悪魔制服J○の淫語責め凄テク中出しカーSEX（11月15日、こあらVR）
- 喉奥喉射VR（11月21日、KMPVR）他出演:志田雪奈、辻井ほのか、通野未帆、葉月レイラ
- 顔舐めVR（12月5日、KMPVR）他出演:紺野ひかる、雪美千夏、石原理央、跡美しゅり、柊るい、小園梨央、奏音かのん、黒川すみれ、国仲涼香
- 感じている顔VR（12月16日、KMPVR）他出演:志田雪奈、辻井ほのか、通野未帆、葉月レイラ
- レ×プ 悲鳴も届かない!真夜中のテントで… 超可愛い顔を強制強烈イマラチオで歪ませヤリまくり中出し（12月20日、ブイワンVR）

2020年
- Wカウガール ロデオ的暴れん坊ピストン騎乗位（1月10日、KMPVR）共演:美谷朱里
- 顔騎地獄（1月24日、KMPVR）他出演:黒川すみれ、国仲涼香、深田みお、宮沢ちはる、柊るい、古賀まつな、雪美千夏、志田雪奈、美谷朱里
- 耳舐め手コキVR（2月22日、KMPVR）他出演:悠月リアナ、河奈亜依、加賀美まり、篠田ゆう、永瀬愛菜、黒咲しずく、心菜りお
- トルネードフェラVR（2月26日、KMPVR）他出演:美谷朱里、晶エリー、山本蓮加、美園和花、心菜りお、篠田ゆう、波多野結衣
- ノーモザイクオナニーVR（2月28日、KMPVR）他出演:椎菜アリス、深田みお、宮沢ちはる、古賀まつな、若宮穂乃、志田雪奈、朝倉凪、紺野ひかる
- パイパンマ○コ見せつけVR（3月3日、KMPVR）他出演:宮沢ちはる、みひな、有村のぞみ、悠月リアナ、若宮穂乃、跡美しゅり、平花
- 5射精 婚前不倫 イっても止まらない腰使い、禁断で甘酸っぱい“相談セックス”（3月17日、KMPVR）
- 酔っぱらいお姉さんをお持ち帰り! …しようとしたら逆に飲まされ潰され気づいたらベッドの上… 両手両足を拘束され淫乱覚醒したお姉さんにメチャメチャに犯された件 vol.1（3月27日、ホットエンターテイメント）
- とある日の午後…ボクは姉の友人に騎乗位で犯された（4月16日、CRYSTAL VR）
- JOI 天井特化アングルVR（5月10日、KMPVR）他出演:美谷朱里、晶エリー、八乃つばさ、美園和花、波多野結衣、篠田ゆう、心菜りお
- アナル舐めんせつ 2 アナルを執拗にベロンベロン舐められながらインタビューに答えてくれた女のコ5名（5月28日、ホットエンターテイメント）他出演:河北はるな、柊るい、水嶋アリス ほか
- 僕の感じてる顔見るのが好きなエスちゃんにエロエロに責められまくる【イチャラブ】何度も繰り返すベロキスと超接近するベスポジアナルと密着対面座位とすごいパンパン音の杭打ちピストン騎乗位とデカ尻突きまくりバックと超・覆いかぶさり正常位【中出し】（6月24日、アリスJAPAN）

### イメージDVD
- Haruka No Haruka，No Life（2019年7月18日、REbecca）※Blu-ray同時発売
- ときめきシンパシー（2020年6月23日、Superlative）

## 書籍

### 写真集
高美はるか 名義
- Sweet&Juicy（2020年6月24日、ジーウォーク、撮影:14y.ムラミツ）ISBN 978-4-86717-048-9

胡桃まどか 名義
- 8woman エイトマン女優8人のいちばん長い日（2021年9月29日、徳間書店、撮影：塩原洋）ISBN 978-4-19-865362-0 - 芸能事務所『エイトマン』所属女優による事務所設立15周年記念ユニットのドキュメンタリー写真集。

### デジタル写真集
高美はるか 名義
- FLOWER 高美はるか vol.01（2020年7月22日、ジーウォーク、撮影：14，yムラミツ）
- Haruka No Haruka, No Life（2020年7月24日、REbecca）

胡桃まどか 名義
- エイトマン15周年企画 8woman 裸天使∞態（2021年8月16日、小学館、撮影：西田幸樹）
- エイトマン15周年企画 8woman blanc 七海ティナ × 胡桃まどか（2021年9月3日、小学館、撮影：西田幸樹）
- エイトマン15周年企画 8woman ヌルヌル∞パラダイス（2021年9月10日、小学館、撮影：西田幸樹）
- 8woman SIDE:A（2021年11月17日、小学館、撮影：西田幸樹）
- 8woman SIDE:B（2021年11月17日、小学館、撮影：西田幸樹）

### 雑誌
- 月刊ソフト・オン・デマンドDVD 2019年3月号（ソフト・オン・デマンド） - インタビュー
- 月刊FANZA 2019年3月号（ジーオーティー） - インタビュー
- エキサイティングマックス 2019年5月号（ぶんか社） - 付録DVDに出演

## 出演

### テレビ
- 魚拓と成瀬のツキとスッポンぽん #241,#242（2019年4月14日,21日、パチ・スロ サイトセブンTV）

### ゲーム
- ゲオTVドアップ25【EYEパネル出題】二つ名は「魅惑のcat eyes」（2020年10月1日、ゲオTV）[9][10][11]